# Steve McNiven
Steven "Steve" McNiven é um artista canadense de quadrinhos. Ele primeiro ganhou destaque na editora CrossGen, desenhando o título Meridian, antes de passar a desenhar revistas como Ultimate Secret, New Avengers e Guerra Civil, na Marvel Comics.

## Carreira
McNiven obteve destaque pela primeira vez quando assumiu como desenhista do título da CrossGen, Meridian, após a saída de Josh Middleton.
Mais tarde, ele ganhou maior fama trabalhando para a Marvel como desenhista de Marvel Knights 4, Ultimate Secret e New Avengers. McNiven foi o desenhista da minissérie da Marvel Guerra Civil, trabalhando com Mark Millar. Ele seguiu isto desde a arte para o enredo de Wolverine em Velho Logan e na minissérie da Icon Nemesis, ambos com Millar.